# Bedlam (videojuego)
Bedlam es un videojuego desarrollado por Mirage Technologies (Multimedia) Ltd. y distribuido por GT Interactive en Norteamérica y Europa, y por GameBank en Asia. El juego salió a la venta en el año 1996 en distintas plataformas, incluyendo PlayStation. El juego no tiene opciones multijugador, pero cuenta con buenos efectos de sonido y una adecuada banda sonora.
Bedlam iba a salir también para Sega Saturn, pero se cancelo por razones desconocidas.

## Historia
Nos encontramos en un mundo futurista de ciencia ficción donde unas criaturas biomecánicas de carácter pacífico que habían sido creadas por los humanos para realizar tareas domésticas, han mutado en seres temibles y se han apoderado del planeta. Como comandante a cargo de los RAT (Remote Assaults Tanks o Tanques de Asalto Remoto), tendrás que hacer frente a esta nueva amenaza y salir airoso de cada misión, mientras destruyes casi todo lo que hay a tu paso, literalmente. Aunque el punto fuerte del juego no es la narrativa, tiene su coherencia y coexistencia a lo largo del mismo.
"¡Acepta el reto más difícil que se te ha presentado nunca! ¡Libra a las colonias de la tierra de una plaga biomecánica que amenza la existencia misma de la humanidad! Ponte al mando de un equipo de robots militares de élite que no conocen ni el remordimiento ni la piedad, y ábrete camino con furia a lo largo de 25 niveles impresionantes de puro Mare Mágnum." - contraportada caja Bedlam.

## Juego
Bedlam es un videojuego 3D con perspectiva isométrica de ciencia ficción. Shooter dinámico donde nuestro mayor aliado será el ratón, con el cual nos moveremos (botón izquierdo) y dispararemos (botón derecho). Podemos encontrar otros juegos de estilo similar en Syndicate o en Crusader: No Remorse. También tendremos que utilizar algunas teclas del teclado para cambiar entre los 3 RAT o cambiar de armamento.
Nuestro objetivo será destruir instalaciones clave para el enemigo mientras aniquilamos al mayor número de ellos. También contamos con objetivos secundarios. En cualquier caso, nos moveremos por una zona bastante extensa de mapa. Pero no todo es tan fácil. A medida que vayamos avanzando nos encontraremos con obstáculos como campos de fuerza o zonas elevadas a las que no podremos acceder hasta que no pulsemos un interruptor. Tendremos que buscarlo sin ningún tipo de orientación o ayuda y, una vez accionado, volver al punto de partida. Así repetidamente hasta que lleguemos a una baliza de color rojo y podamos abandonar la misión. Por desgracia los enemigos que hayamos abatido con anterioridad volverán a aparecer cada muy poco tiempo, por lo que no tendremos ni un segundo de respiro.
Más allá de todo el daño que podamos causar a nuestros enemigos, el juego cuenta con la posibilidad de destruir edificios y objetos de gran tamaño, por lo que no estaremos faltos de explosiones. Hay que tener en cuenta que, aunque los gráficos sean algo antiguos, le da un toque de realismo. Aun así, el juego cuenta con pequeños fallos y mejoras a tener en cuenta, pero nada reseñable.
Aparte de la destrucción que podamos ir generando, podremos ir recogiendo monedas y otra serie de objetos que nos permitirán mejorar nuestro RAT. Podemos manejar hasta tres RAT diferentes y personalizar su armamento para hacer frente a los diferentes desafíos que se nos presenten a lo largo de los 25 niveles que tiene el juego. Las armas de las que dispondremos son las granadas y cañones de fotones, entre otros. Pero solo podremos gastar un pequeño capital al principio de cada misión para equiparnos con lo que más nos convenga. También contamos con sistemas defensivos.